# 오스터문디겐역
오스터문디겐역(독일어: Bahnhof Ostermundigen)은 스위스 베른주의 오스터문디겐 지자체에 있는 기차역이다. 스위스 연방 철도의 표준궤 베른-루체른선과 베른-툰선이 만나는 지점에 있다.

## 운행편
다음 서비스는 오스터문디겐에서 정차한다:
- 베른 S-반 :
  - S1 : 프리부르와 툰 사이에 30분 간격 운행
  - S2 : 플라마트와 랑나우 사이에 30분 간격 운행